# Leonardo AWHERO
Il Leonardo AWHERO è un aeromobile a pilotaggio remoto prodotto dall'omonima azienda, destinato in particolare a missioni di sicurezza, come sorveglianza, pattugliamento e monitoraggio aereo.

## Storia del progetto
Il progetto è stato lanciato nel 2012 nell'ambito di una joint venture con Sistemi Dinamici S.p.A., fondata nel 2006 concentrandosi su velivoli VTOL, che nel 2016 è stata acquistata interamente dalla Leonardo, rafforzando ulteriormente quest'ultima nel settore degli APR.
A febbraio 2019 è stato aperto il nuovo stabilimento di Pisa, originariamente di Sistemi Dinamici, dove si produrrà il velivolo, insieme alla presentazione dell'AWHERO di pre-produzione. L'elicottero ha fatto il primo volo nel dicembre 2018 vicino a Roma e nel 2019 si produrrà un secondo modello in attesa della certificazione militare italiana prevista per la fine dell'anno.
Con questo progetto lo stabilimento di Pisa è passato dalle originarie tre postazioni di assemblaggio a dodici, portando la capacità di produzione da 20 a 70-80 AWHERO l'anno.

## Caratteristiche
AWHERO è un drone progettato per svolgere missioni tanto civili quanto militari, sia terrestri sia navali, diurne e notturne. Possiede una capacità di 85 kg di carico permettendo di soddisfare diversi requisiti di missione e personalizzazione. Il carico utile può contemplare un radar (come il Gabbiano TS Ultra-Light), Lidar, sistemi di comunicazione avanzata e sistemi elettro-ottici.
Il carico utile può essere alloggiato a prua, nelle baie di carico o lateralmente: la prua, ad esempio, può ospitare una torretta elettro-ottica da 10" oppure un radar e una torretta da 8". Con un'autonomia di 6 ore, è progettato per offrire bassi costi operativi, ottimizzare le attività di manutenzione, oltre a garantire la massima affidabilità, essendo dotato di ridondanze multiple dei principali sistemi critici.